# Aleksandar Sedlar
Aleksandar Sedlar (in serbo Александар Седлар?; Novi Sad, 13 dicembre 1991) è un calciatore serbo, difensore del Tractor.

## Carriera

### Club

#### Inizi di carriera
Sedlar ha completato la trafila nel settore giovanile del Vojvodina. Ha iniziato la carriera da senior militando nei club locali Borac e Indeks. In seguito si è trasferito al Veternik, formazione della Srpska liga Vojvodina, con cui ha collezionato 14 presenze nella stagione 2011-2012.

#### Metalac Gornji Milanovac

##### Stagione 2012-2013
Per la stagione 2012-2013 si è unito al Metalac, con cui ha disputato 21 incontri nella Prva Liga Srbija e 2 partite di coppa.

##### Stagione 2013-2014
A differenza della stagione precedente, in cui ha giocato principalmente come centrocampista, ha assunto un nuovo ruolo. Nella stagione successiva è stato impiegato soprattutto come difensore. Talvolta era stato già schierato come terzino sinistro mentre giocava a centrocampo, quindi le posizioni difensive non gli erano del tutto nuove. In seguito è stato utilizzato come difensore centrale, ma inizialmente non è stato la prima scelta, disputando solo 3 partite di campionato e una di coppa nella prima metà della stagione. Dopo il cambio di allenatore, anche la disposizione tattica è cambiata: il Metalac ha adottato una difesa a tre per gran parte della seconda metà del campionato. In quel periodo ha giocato tutte le partite, ricoprendo un ruolo simile a quello di Emre Can nel Liverpool durante la stagione 2014-2015. Ha totalizzato 20 presenze complessive, di cui 18 in campionato, 1 in coppa e 1 nei play-off.

##### Stagione 2014-2015
Nella stagione 2014-2015 è stato uno dei giocatori più importanti del Metalac, collezionando 26 presenze in campionato, tutte da titolare. Come in passato, è stato impiegato in diverse posizioni e ha segnato 2 gol, contro il Jedinstvo Putevi e il Javor Ivanjica. Ha inoltre disputato 2 partite di coppa, contro il Napredak Kruševac e il Voždovac, e 2 partite di play-off, al termine delle quali il Metalac ha ottenuto la promozione in Superliga.

##### Stagione 2015-2016
Ha debuttato in Superliga nella prima giornata della stagione 2015-2016, schierato come difensore centrale in coppia con Vladimir Otašević. Alla settima giornata ha segnato un gol nella vittoria in trasferta contro lo Spartak Subotica, mentre alla nona ha realizzato un'altra rete, sempre fuori casa, contro il Vojvodina. Ha saltato alcune partite nella prima metà della stagione a causa di un infortunio, ma all'inizio di dicembre i media hanno riportato l'interesse della Stella Rossa nei suoi confronti. Dopo la conclusione del girone d'andata, è emerso anche l'interesse del Partizan. Nel corso della stagione, ha indossato frequentemente la fascia di capitano ed è stato uno dei giocatori più importanti della squadra. Al termine del campionato, è stato inserito nella squadra della stagione dal quotidiano Sportski žurnal.

#### Piast Gliwice
Nel giugno del 2016 ha firmato un contratto triennale con il Piast Gliwice, club militante nella Ekstraklasa.

#### Maiorca
Il 12 luglio 2019 ha firmato un contratto quadriennale con il Maiorca, club di Primera División, da svincolato.

#### Alavés
Il 5 luglio 2022 ha firmato un contratto biennale con l'Alavés, squadra della Segunda División, dopo la scadenza del suo contratto con il Maiorca.

### Nazionale
Il tecnico della nazionale serba, Slavoljub Muslin, ha convocato il giocatore nella squadra per diverse partite amichevoli durante il 2016. Ha fatto la sua prima apparizione con la nazionale il 25 maggio 2016, in occasione della vittoria in amichevole per 2-1 contro Cipro.

## Statistiche

### Presenze e reti nei club
Statistiche aggiornate al 5 novembre 2023.
| Stagione             | Squadra              | Campionato           | Campionato | Campionato | Coppe nazionali | Coppe nazionali | Coppe nazionali | Coppe continentali | Coppe continentali | Coppe continentali | Altre coppe | Altre coppe | Altre coppe | Totale | Totale |
| Stagione             | Squadra              | Comp                 | Pres       | Reti       | Comp            | Pres            | Reti            | Comp               | Pres               | Reti               | Comp        | Pres        | Reti        | Pres   | Reti   |
| -------------------- | -------------------- | -------------------- | ---------- | ---------- | --------------- | --------------- | --------------- | ------------------ | ------------------ | ------------------ | ----------- | ----------- | ----------- | ------ | ------ |
| 2012-2013            | Metalac              | PL                   | 21         | 0          | CS              | 2               | 0               | -                  | -                  | -                  | -           | -           | -           | 23     | 0      |
| 2013-2014            | Metalac              | PL                   | 18+1       | 0          | CS              | 1               | 0               | -                  | -                  | -                  | -           | -           | -           | 20     | 0      |
| 2014-2015            | Metalac              | PL                   | 26+2       | 2+0        | CS              | 2               | 0               | -                  | -                  | -                  | -           | -           | -           | 30     | 2      |
| 2015-2016            | Metalac              | SL                   | 34         | 2          | CS              | 0               | 0               | -                  | -                  | -                  | -           | -           | -           | 34     | 2      |
| Totale Metalac       | Totale Metalac       | Totale Metalac       | 89+3       | 4+0        |                 | 5               | 0               |                    | -                  | -                  |             | -           | -           | 97     | 4      |
| 2016-2017            | Piast Gliwice        | EK                   | 31         | 3          | CP              | 1               | 0               | UEL                | 1                  | 0                  | -           | -           | -           | 33     | 3      |
| 2017-2018            | Piast Gliwice        | EK                   | 23         | 1          | CP              | 1               | 0               | -                  | -                  | -                  | -           | -           | -           | 24     | 1      |
| 2018-2019            | Piast Gliwice        | EK                   | 30         | 6          | CP              | 1               | 0               | -                  | -                  | -                  | -           | -           | -           | 31     | 6      |
| Totale Piast Gliwice | Totale Piast Gliwice | Totale Piast Gliwice | 84         | 10         |                 | 3               | 0               |                    | 1                  | 0                  |             | -           | -           | 88     | 10     |
| 2019-2020            | Maiorca              | PD                   | 12         | 0          | CR              | 2               | 0               | -                  | -                  | -                  | -           | -           | -           | 14     | 0      |
| 2020-2021            | Maiorca              | SD                   | 16         | 0          | CR              | 1               | 0               | -                  | -                  | -                  | -           | -           | -           | 17     | 0      |
| 2021-2022            | Maiorca              | PD                   | 10         | 0          | CR              | 4               | 2               | -                  | -                  | -                  | -           | -           | -           | 14     | 2      |
| Totale Maiorca       | Totale Maiorca       | Totale Maiorca       | 38         | 0          |                 | 7               | 2               |                    | -                  | -                  |             | -           | -           | 45     | 2      |
| 2022-2023            | Alavés               | SD                   | 30+4       | 0          | CR              | 3               | 0               | -                  | -                  | -                  | -           | -           | -           | 37     | 0      |
| 2023-2024            | Alavés               | PD                   | 11         | 1          | CR              | 0               | 0               | -                  | -                  | -                  | -           | -           | -           | 11     | 1      |
| Totale Alavés        | Totale Alavés        | Totale Alavés        | 41+4       | 1          |                 | 3               | 0               |                    | -                  | -                  |             | -           | -           | 48     | 1      |
| Totale carriera      | Totale carriera      | Totale carriera      | 252+7      | 15+0       |                 | 18              | 2               |                    | 1                  | 0                  |             | -           | -           | 278    | 17     |

### Cronologia presenze e reti in nazionale
| Cronologia completa delle presenze e delle reti in nazionale ― Serbia | Cronologia completa delle presenze e delle reti in nazionale ― Serbia | Cronologia completa delle presenze e delle reti in nazionale ― Serbia | Cronologia completa delle presenze e delle reti in nazionale ― Serbia | Cronologia completa delle presenze e delle reti in nazionale ― Serbia | Cronologia completa delle presenze e delle reti in nazionale ― Serbia | Cronologia completa delle presenze e delle reti in nazionale ― Serbia | Cronologia completa delle presenze e delle reti in nazionale ― Serbia |
| Data                                                                  | Città                                                                 | In casa                                                               | Risultato                                                             | Ospiti                                                                | Competizione                                                          | Reti                                                                  | Note                                                                  |
| --------------------------------------------------------------------- | --------------------------------------------------------------------- | --------------------------------------------------------------------- | --------------------------------------------------------------------- | --------------------------------------------------------------------- | --------------------------------------------------------------------- | --------------------------------------------------------------------- | --------------------------------------------------------------------- |
| 25-5-2016                                                             | Užice                                                                 | Serbia                                                                | 2 – 1                                                                 | Cipro                                                                 | Amichevole                                                            | -                                                                     | 75’                                                                   |
| 31-5-2016                                                             | Novi Sad                                                              | Serbia                                                                | 3 – 1                                                                 | Israele                                                               | Amichevole                                                            | -                                                                     | 46’                                                                   |
| Totale                                                                |                                                                       | Presenze                                                              | 2                                                                     |                                                                       | Reti                                                                  | 0                                                                     |                                                                       |

## Palmarès

### Club

#### Competizioni nazionali
- Campionato polacco: 1

Piast Gliwice: 2018-2019
- Supercoppa d'Iran: 1

Tractor: 2025